# Undercover Martyn
«Undercover Martyn» —en español: «Martín encubierto»— es el tercer sencillo de la banda de electropop irlandés Two Door Cinema Club. El tema fue lanzado el 18 de febrero de 2010 por el sello francés Kitsuné Music y Co-operative Music. La canción también ha sido destacado en la banda sonora del juego de PlayStation 3 Gran Turismo 5.

## Lista de canciones

### CD/Descarga digital[2]
| N.º | Título              | Remezclada por    | Duración |  |
| 1.  | «Undercover Martyn» |                   | 2:47     |  |
| 2.  | «Undercover Martyn» | Passion Pit       | 4:00     |  |
| 3.  | «Undercover Martyn» | Jupiter           | 3:42     |  |
| 4.  | «Undercover Martyn» | Softwar           | 6:37     |  |
| 5.  | «Undercover Martyn» | Whatever/Whatever | 8:28     |  |
| 6.  | «Undercover Martyn» | Telonius          | 5:04     |  |

### 7" vinilo[3]
Lado A

| N.º | Título              | Duración |  |
| 1.  | «Undercover Martyn» | 2:47     |  |

Lado B

| N.º | Título                                  | Duración |  |
| 1.  | «Undercover Martyn (Passion Pit Remix)» | 4:00     |  |

## Posicionamiento en listas
| Listas (2010/11)                     | Mejor posición |
| ------------------------------------ | -------------- |
| Irlanda (IRMA)                       | 49             |
| UK Singles (Official Charts Company) | 79             |